# 無政府、國家與烏托邦
《无政府、国家与乌托邦》（英語：Anarchy, State, and Utopia）， 是美国哲学家罗伯特·诺齐克在1974年发表的政治哲学著作。诺齐克反驳了约翰·罗尔斯在《正义论》中发表的观点，并主张自由意志主义所提倡的最小国家，即国家权力应该仅限于防止盗窃，维护合约等。

## 批評
羅伯特·諾齊克本人在幾年後所著的《生命之檢驗》一書裡宣稱他已拋棄了《無政府、國家與烏托邦》當中屬於自由至上主義的觀點，他稱當年自己的觀點其實「相當不適當」。不過, 在2001年接受訪問時，諾齊克澄清了他的立場：「我在《生命之檢驗》一書裡所要表達的，是我已經不再抱持之前非常堅定的自由至上主義立場了。但許多指控我脱離了（或背叛了）自由意志主義的謠言也未免太過誇張了。」